# The Black Heart Procession
I The Black Heart Procession sono un gruppo alternative rock statunitense proveniente da San Diego, attivo dalla fine degli anni '90.

## Storia
Nato nel 1997 come progetto parallelo di due membri dei Three Mile Pilot, il cantante Pall Jenkins ed il tastierista Tobias Nathaniel, si è costituito come gruppo vero e proprio l'anno seguente, con l'aggiunta di Mario Rubalcaba alla batteria e l'esordio con l'album 1 per la Headhunter, ispirato al cantautorato noir, che ha visto la partecipazione di Jason Crane dei Rocket from the Crypt.
Il secondo album, 2 pubblicato per la Touch & Go nel 1999, viene generalmente considerato il loro lavoro più originale. Nei brani, alcuni arrangiamenti delle marce funebri e delle tradizioni musicali americane si amalgamano con un'attitudine lo-fi. 
L'album viene indicato dalla critica musicale come uno degli album più rappresentativi del post rock degli anni novanta.
Il terzo Three prosegue sulla falsariga dei precedenti mentre il quarto, Amore Del Tropico (che vede la partecipazione del batterista Joe Plummer e il bassista Dimitri Dziensuwski), aggiunge elementi latini al classico suono del gruppo.
The Spell del 2006 è un ritorno agli inizi con atmosfere però meno cupe mentre in Six si fa notare una maggiore raffinatezza formale, con un uso maggiore del piano.

## Stile musicale
Nella loro musica si sente sia l'influsso di cantautori esistenzialisti quali Nick Cave e Nick Drake che del roots rock americano con in aggiunta un'impronta lo-fi. I loro dischi sono prevalentemente cupi, intimisti e raramente si aprono in momenti liberatori. Vengono considerati creatori di una forma evoluta dello slowcore, il genere che nei primi anni '90 ebbe come alfieri i loro connazionali Low e Codeine.

## Discografia

### Album studio
- 1998 - 1 - (Headhunter)
- 1999 - 2 - (Touch & Go)
- 2000 - Three - (Touch & Go)
- 2002 - Amore Del Tropico - (Touch & Go)
- 2006 - The Spell - (Touch & Go)
- 2009 - Six - (Temporary Residence Limited)

### Singoli ed EP
- 1997 - A Three Song Recording[5]
- 1999 - Fish the Holes on Frozen Lakes
- 2001 - Between The Machines, Suicide Squeeze Records
- 2004 - In the Fishtank 11 (con i Solbakken))
- 2005 - Hearts and Tanks
- 2010 - Blood Bunny/Black Rabbit, Temporary Residence

### Partecipazioni a compilation
- 2006 - Slaying since 1996, Suicide Squeeze Records- brano After The Ladder
- 2011 - Infamous 2: The Blue Soundtrack, Sumthing Else Music Works - brano Fade Away
- 2011 - Time & Space (Liz Janes covered), Asthmatic Kitty  - brano Martyr’s Grind Up[6]